# Statistická významnost
O statistické významnosti hovoříme tehdy, když nastane taková odchylka od teoretického očekávaní, která by za platnosti předem daného předpokladu měla velmi malou pravděpodobnost. V takovém případě se má za to, že předpoklad není správný.
Statistická významnost se používá nejčastěji v souvislosti s testováním hypotéz. V interpretaci výsledků testování se pak hovoří o tom, že cosi (například rozdíl mezi dvěma číselnými soubory) je, nebo není „statisticky významné“.